# Lancaster County (Nebraska)
Lancaster County is een county in de Amerikaanse staat Nebraska.
De county heeft een landoppervlakte van 2.173 km² en telt 250.291 inwoners (volkstelling 2000). De hoofdplaats is Lincoln.

## Bevolkingsontwikkeling

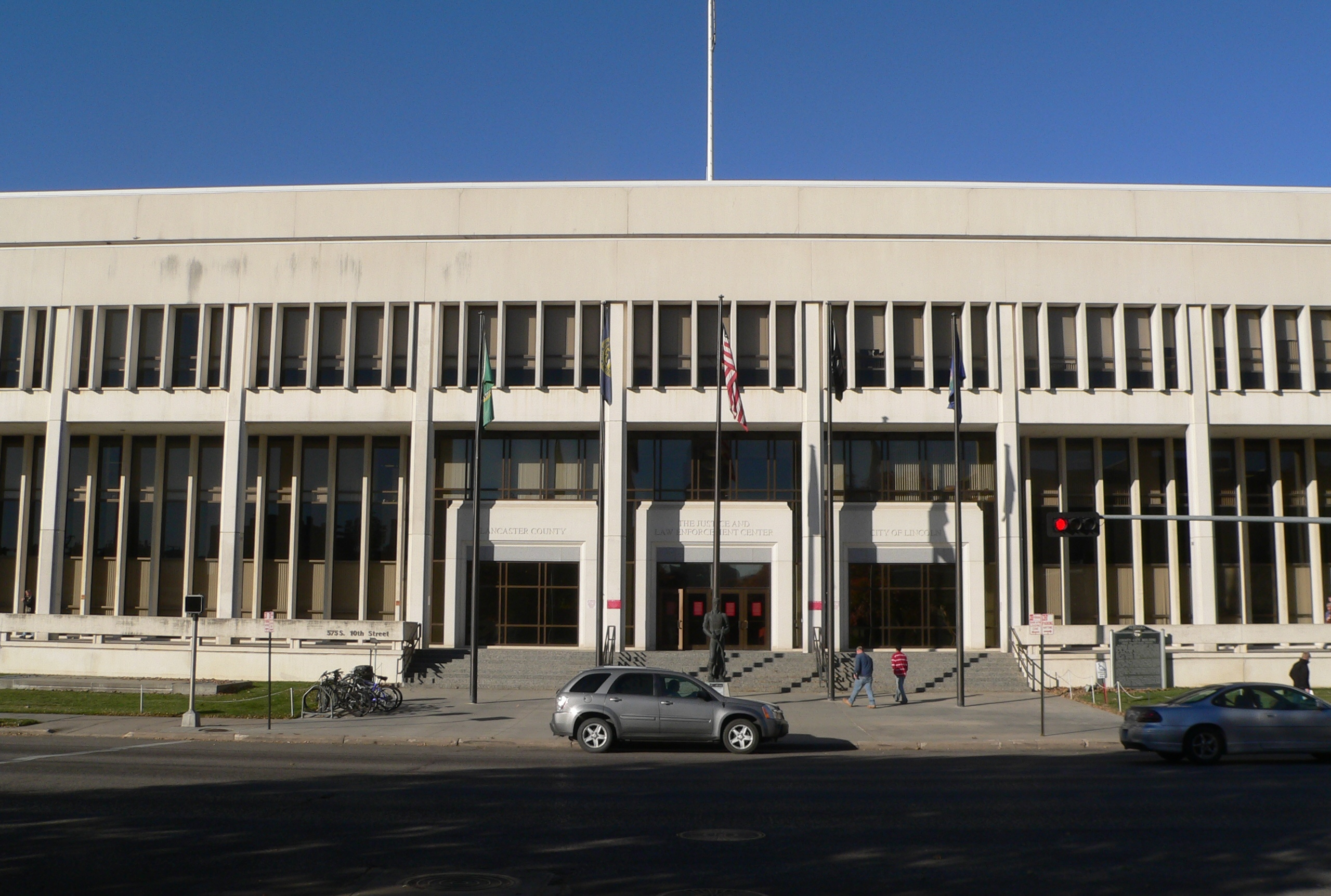
Lancaster County Courthouse